# Huntlatin
Huntlatin, ogranak Tanana Indijanaca (Tenan-kutchin; Hodge) na Aljaski s rijeke Tanana, jezična porodica athapaskan. Kod Dawsona (after Allen; in Rep. Geol. Surv. Can, 203, 1887.) nazivaju ih Hautlatin.